# Abapeba echinus
Abapeba echinus é uma espécie de aranha pertencente à família dos corinídeos (Corinnidae) e ao gênero Abapeba. É nativa do Brasil. A espécie foi descrita em 1896.

## Estado de conservação
Em 2007, foi classificada como vulnerável na Lista de espécies de flora e fauna ameaçadas de extinção do Estado do Pará; e em 2018, foi mencionado com a rubrica dados insuficientes   na Lista Vermelha do Livro Vermelho da Fauna Brasileira Ameaçada de Extinção do Instituto Chico Mendes de Conservação da Biodiversidade (ICMBio).